# Flèche wallonne 1952
La Flèche wallonne 1952, 16e édition de la course, a lieu le 10 mai 1952 sur un parcours de 220 km. La victoire revient au sprint au Suisse Ferdi Kübler, qui a terminé la course en 5 h 59 min 59 s, devant les Belges Stan Ockers et Raymond Impanis.
Sur la ligne d'arrivée à Liège, 47 des 111 coureurs au départ à Charleroi ont terminé la course.
La course est l'une des épreuves comptant pour le Challenge Desgrange-Colombo.

## Classement final
| #  | Coureur              | Équipe              |    | Temps           |
| -- | -------------------- | ------------------- | -- | --------------- |
| 1  | Ferdi Kübler         | Tebag               | en | 5 h 59 min 59 s |
| 2  | Stan Ockers          | Peugeot             | +  | 0 s             |
| 3  | Raymond Impanis      | Wolf                |    | 0 s             |
| 4  | Jan Storms           | Terrot              |    | 0 s             |
| 5  | Gottfried Weilenmann | Cilo                |    | 0 s             |
| 6  | Maurice Quentin      | Alcyon-Dunlop       |    | 0 s             |
| 7  | Roger Decock         | Bertin-d'Alessandro |    | 0 s             |
| 8  | Robert Varnajo       | Gitane-Hutchinson   |    | 10 s            |
| 9  | Désiré Keteleer      | Garin-Wolber        |    | 46 s            |
| 10 | Jean Robic           | Colomb              |    | 1 min 48 s      |